# Manuel Valls
Pour les articles homonymes, voir Valls (homonymie) et Manuel Valls (homonymie).
Manuel Valls (/manɥɛl vals/ ; en catalan : /mənuˈɛɫ ˈβaʎs/ ; en espagnol : /maˈnwel ˈbals/), né le 13 août 1962 à Barcelone (Espagne), est un homme d'État français, possédant également la nationalité espagnole. Il est ministre des Outre-mer depuis le 23 décembre 2024. 
Originaire de Barcelone, il déménage en France à la fin des années 70 et adhère au Parti socialiste en 1980 dans la tendance rocardienne du parti, opposée à François Mitterrand. Conseiller de Michel Rocard, il intègre le cabinet du leader de la deuxième gauche lors de la nomination de ce dernier à Matignon en 1988 et gravit progressivement les échelons jusqu'à intégrer la direction du parti lorsque Michel Rocard devient Premier secrétaire en 1993.
Électoralement, il est élu conseiller régional d'Île-de-France en 1986 et intègre l'exécutif francilien en tant que Premier vice-président lorsque la gauche menée par Jean-Paul Huchon remporte la région en 1998. Après une tentative de s’implanter dans le Val d'Oise lors des élections législatives de 1997, il devient l'un des barons socialistes de l'Essonne, devenant le maire d’Évry de 2001 à 2012, puis député du département de 2002 à 2018.
Candidat arrivé avant dernier à la primaire citoyenne de 2011, il apporte son soutien à François Hollande. Une fois François Hollande élu, il est nommé ministre de l’Intérieur dans les gouvernements Jean-Marc Ayrault, de 2012 à 2014, avant de devenir Premier ministre après l'échec de la gauche aux élections municipales de 2014.
Symbole du tournant social-libéral du quinquennat, son gouvernement doit utiliser l'article 49.3, en raison des frondeurs socialistes hostiles à sa politique, pour faire adopter les lois Macron et El Khomri, provoquant un mouvement social de plusieurs mois. Il est également confronté lors de son passage à Matignon aux attentats islamistes frappant la France en 2015.
Il démissionne à la fin de l’année 2016 de ses fonctions de Premier ministre pour se présenter à la primaire citoyenne de 2017, qu'il perd au second tour face à Benoît Hamon. Lors de l’élection présidentielle qui suit, il refuse de soutenir Benoît Hamon comme il s'y était engagé et annonce soutenir son ancien ministre de l'Économie Emmanuel Macron. Réélu député, il quitte ensuite le Parti socialiste et siège en tant qu'apparenté au groupe La République en marche à l’Assemblée nationale.
Il annonce en 2018 son retrait de la vie politique française pour être candidat aux élections municipales de 2019 à Barcelone : sa liste arrive en quatrième position et il est élu conseiller municipal. Hostile aux indépendantistes catalans, il vote en faveur de Ada Colau pour la fonction de maire. Il démissionne finalement de son mandat municipal en 2021.
De retour en France, il se présente sans succès aux élections législatives de 2022 des représentants des Français établis hors de France pour la coalition de la majorité présidentielle Ensemble. Après deux ans sans fonction politique, il est nommé ministre des Outre-mer en 2024 dans le gouvernement de François Bayrou.

## Famille et scolarité

### Origines familiales
Manuel Carlos Valls Galfetti naît le 13 août 1962, dans le quartier d’Horta à Barcelone à la clinique la Ferroviaria, rue Campoamor.
Naturalisé français en 1982, il a bénéficié de la loi organique no 83-1096 du 20 décembre 1983 qui lève l’empêchement fait aux naturalisés récents (ancien article 128 du code électoral) — depuis moins de dix ans — de briguer un mandat électoral.
Il est le fils de Xavier Valls, artiste peintre espagnol de Catalogne (1923-2006), et de Luisangela Galfetti, originaire du Tessin en Suisse, sœur de l’architecte Aurelio Galfetti,.
Son grand-père paternel Magí Valls fonde la « banque Pons i Valls ». Collaborateur du journal catalan conservateur et catholique El Matí (1929-1936), il cache des prêtres persécutés par des anarchistes durant la guerre civile. Un cousin de son père, Manuel Valls i Gorina, a composé l’hymne du FC Barcelone, dont Manuel Valls est un fervent supporter,,. Une sœur cadette, Giovanna Valls a publié en 2015 une autobiographie intitulée Accrochée à la vie. Journal d’une renaissance (aux éditions Jean-Claude Lattès).
Son arrière-grand-père paternel, Josep Maria Valls Vicens, aussi banquier, est conseiller municipal de Barcelone et membre de la chambre de commerce,.
Manuel Valls parle français, catalan, espagnol et italien.

### Enfance
Il naît à Barcelone car ses parents, déjà installés en France, ont souhaité que leur fils naisse en Espagne. Manuel est baptisé le 24 août 1962 par le père Ventura dans l’église paroissiale catholique de Horta, son quartier natal à Barcelone. Il grandit avec sa sœur Giovanna dans la maison-atelier familiale du Marais. Son parrain est l'écrivain italien Carlo Coccioli (1920-2003) et sa marraine est Maria Buina.

### Études
Manuel Valls suit ses études secondaires à Paris au lycée Charlemagne où il obtient son baccalauréat littéraire en 1980 malgré une note de 5/20 à l'écrit de français.
Il effectue son service national dans l’Armée de terre comme aspirant au 120e régiment du train de Fontainebleau.
Il obtient à l’université Panthéon-Sorbonne (Paris 1) une licence d’histoire en 1986.

## Parcours politique

### Débuts
Il affirme que la première manifestation à laquelle il a participé fut celle du 11 septembre 1977 à Barcelone, après la mort de Francisco Franco et avant l'adoption de la Constitution démocratique. Les manifestants réclamaient la liberté des prisonniers politiques du franquisme et une autonomie régionale.
En 1980 à 17 ans, il adhère au Mouvement des jeunes socialistes pour soutenir Michel Rocard. Il entre ensuite dans les réseaux rocardiens de la deuxième gauche, opposés au sein du parti socialiste (PS) à François Mitterrand. Pendant ses études d’histoire à l’université Paris 1 Panthéon-Sorbonne (centre Tolbiac), il adhère au syndicat étudiant UNEF-ID et devient conseiller de Michel Rocard pour les affaires étudiantes. Il ne peut voter lors de l’élection présidentielle de 1981, n’étant pas encore français.
Fin 1980, il rencontre à l’université deux autres rocardiens : Alain Bauer, qui devient plus tard le parrain du deuxième de ses fils, et Stéphane Fouks,,. En 1985, le trio est parmi les premiers membres des « clubs forums » chargés d’accompagner le projet présidentiel de Rocard. Valls souhaite déjà changer le nom mais aussi l'orientation du parti socialiste pour en faire une « maison des progressistes ». Cette même année, il quitte la LDH pour protester contre son opposition à l’extradition vers l’Espagne des membres de l’ETA. De 1983 (il n’est alors pas encore licencié d’histoire) à 1986, il est attaché parlementaire de Robert Chapuis, député de l’Ardèche. En 1988, il succède à Henri Kaminska à la tête du PS d’Argenteuil-Bezons après avoir été élu à 24 ans au conseil régional d’Île-de-France dont il deviendra premier vice-président en 1998. Toujours en 1988, il intègre le cabinet du premier ministre Michel Rocard par l’entremise de Jean-Paul Huchon qui en est le directeur. Adjoint de Guy Carcassonne, il est chargé des relations avec l’Assemblée nationale puis de la jeunesse et de la vie étudiante. Il est par ailleurs administrateur de la Mutuelle nationale des étudiants de France (MNEF) en qualité de représentant du collège étudiant pendant plusieurs années, au moins jusqu’en 1992.
Par ailleurs, en 1988, Manuel Valls est initié à la franc-maçonnerie par Jean-Pierre Antebi, membre du Conseil de l’Ordre du Grand Orient de France, cofondateur en 1986 de la loge maçonnique appelée Ni maîtres ni dieux et trésorier de la LICRA. Il devient membre du GODF le 26 avril 1989 et participe dès lors régulièrement aux ateliers de la loge. En 1995, il rejoint la loge L’Infini maçonnique fondée par son ami Alain Bauer et où siège déjà son autre ami Stéphane Fouks. En 2005, très occupé par ses fonctions de député-maire, il démissionne du Grand Orient.
De 1991 à 1993, il est délégué interministériel adjoint aux Jeux olympiques d’hiver de 1992 d’Albertville. Il devient ensuite secrétaire national du PS à la communication et premier secrétaire de la fédération du Val-d’Oise, puis chargé de la communication et de la presse au cabinet de Lionel Jospin, premier ministre de 1997 à 2002 ; à ce titre il gère la communication de Lionel Jospin lors du 21 avril 2002. Il est adjoint au maire d’Argenteuil de 1989 à 1998 puis conseiller municipal jusqu’en 2001. Aux législatives de 1997 dans la circonscription d’Argenteuil (cinquième circonscription du Val-d’Oise), il cible le communiste Robert Hue plus que le député de droite sortant. Valls est devancé par les candidats PCF, RPR et FN et se classe seulement quatrième du premier tour.

### Implantation à Évry
Manuel Valls est élu maire d’Évry dans l'Essonne en mars 2001, puis député de la 1re circonscription de l’Essonne le 16 juin 2002. Il est réélu aux élections législatives de 2007 avec 60,1 % des voix, puis en 2012, toujours au second tour, avec 65,6 % des voix,. Refusant de rejoindre le Nouveau Parti socialiste, il donne « des réponses différentes et un positionnement autoritariste déjà assumé, il marque cependant une même volonté de réinitialiser le logiciel programmatique socialiste, mais aussi un certain pragmatisme, voire une souplesse idéologique certaine ». Il soutient alors le Premier secrétaire François Hollande, en particulier à l'occasion du congrès de Dijon de 2003 à la suite duquel il devient secrétaire national du PS, chargé de la coordination et de l’organisation,.
Fin 2004, lors du référendum interne du PS sur la constitution européenne, il se prononce pour le non, mais le oui prôné par François Hollande l’emporte avec 59 % de voix. Pendant la campagne référendaire de 2005, Manuel Valls est un des rares nonistes à se prononcer finalement pour le oui, à quelques semaines du vote, avant que le non ne l’emporte par 54,7 % des suffrages. Il soutient de nouveau François Hollande lors du congrès du Mans de 2005 avant de rallier Ségolène Royal lors de la primaire présidentielle de 2006.
En 2008, il est réélu maire d’Évry après que sa liste a remporté 70,28 % des suffrages exprimés (mais avec moins d’un tiers des inscrits en raison d’une forte abstention). Le 13 juillet 2009, Martine Aubry lui adressera une lettre en forme d'ultimatum avant une exclusion du parti socialiste après qu'il s'est fait surprendre par un micro le 7 juin tenant ces propos « Mets-moi quelques White, quelques Blancos » sur une braderie à Evry alors qu'il était filmé par Elise Baudouin de la chaîne Direct 8 pour un reportage consacré à ses ambitions. Manuel Valls ne sera finalement pas exclu.
Il renoncera à son mandat de Maire en 2012 à la suite de sa nomination au gouvernement Hollande.
Son action à la tête de la ville d'Évry est marquée par le triplement des effectifs et l’armement de la police municipale, la généralisation des caméras de surveillance (pour un budget de 3,6 à 5 millions d’euros selon les sources), l’expulsion de Roms, l’interdiction d’un supermarché Franprix halal dans le quartier des Pyramides, la rénovation dudit quartier des Pyramides et du quartier de Bois-Sauvage, une amélioration de l’entretien des HLM, l’embellissement de la voirie ou encore le combat contre l’implantation d’un magasin d’usine dans le but de sauver les 2 500 emplois du centre commercial local.
Dans l’ensemble, les élus locaux jugent favorablement son bilan. Danièle Valéro, adjointe aux affaires scolaires sous l’étiquette Europe Écologie Les Verts, voit en lui un maire qui « a du punch, du temps, de l’envie pour sa ville. Il est très investi sur le terrain, se souvient des gens, connaît toutes les écoles ». Pour Jacques Picard, conseiller régional EELV d’Île-de-France, il est un « homme à poigne, qui a créé autour de lui un fort système de pouvoir, mais a su travailler en intelligence avec ses équipes ». De son côté, Christian Pigaglio, conseiller municipal PCF, commente : « Il faut bien reconnaître qu’il a changé la réputation d’Évry. Aujourd’hui, c’est une ville où il fait bon vivre ». Joseph Nouvellon, élu UMP d’Évry, est plus critique : « Il nous avait promis un plan de développement stratégique avec des moyens pour « booster » la ville, mais on l’attend toujours ».
Manuel Valls laisse Évry dans une situation financière difficile, malgré une nette augmentation (+ 45,7 %) de la pression fiscale sur les ménages de la commune entre 2001 et 2012 : la facture moyenne des foyers imposables qui frôle les 2 100 euros annuels en 2013 est devenue l’une des plus élevées de France pour une ville de cette importance. En 2006, la Cour des comptes relève que la commune met à disposition de ses agents 26 véhicules de fonction, alors que seul le directeur général des services est censé en disposer dans une ville de 50 000 habitants comme Évry. À son départ les dépenses en personnel y sont également plus élevées que la moyenne pour ce type de ville.

### Primaire présidentielle de 2011
En 2007, il déclare avoir refusé d'entrer au gouvernement Fillon comme le lui proposait, selon lui, Nicolas Sarkozy, tout juste élu président de la République. Manuel Valls le justifie par des désaccords de fond avec sa politique économique et un futur destin présidentiel personnel.
Le 13 juin 2009, il annonce son intention de se présenter à la primaire citoyenne de 2011 en vue de l’élection présidentielle de 2012 et créé le 30 juin 2009 le club « À gauche besoin d’optimisme », « support juridique et financier » pour se présenter. Le 7 juin 2011, il confirme sa candidature,.
Le chercheur Thibaut Rioufreyt relève que Manuel Valls est « le seul à se référer au néo-travaillisme » parmi les candidats de la primaire et Mediapart affirme qu'« incapable de réunir les parrainages en nombre suffisant pour se présenter a la primaire socialiste, Valls reçoit l’aide discrète de Hollande, qui demande à des élus proches d’apporter leur soutien au maire d’Évry pour contrebalancer l’influence d’Arnaud Montebourg. ».
Au soir du premier tour, le 9 octobre 2011, Manuel Valls est éliminé car arrivé cinquième avec 5,63 % des voix derrière Ségolène Royal (6,95 %), Arnaud Montebourg (17,19 %) et les deux finalistes Martine Aubry et François Hollande. Dès le soir de sa défaite, il rallie le second qui le nomme ensuite directeur de la communication pour sa campagne présidentielle de 2012. À ce poste clé, il structure la campagne du candidat socialiste et le met à distance des journalistes, son omniprésence auprès du candidat lui valant le surnom de « Kommandantur ». En 2019, il considère que François Hollande « a été élu sur un malentendu ».

### Ministre de l’Intérieur
Le 16 mai 2012, il est nommé ministre de l’Intérieur dans le gouvernement Jean-Marc Ayrault. De ce fait, il démissionne le 24 mai 2012 de ses fonctions de maire mais continue de siéger en tant que conseiller municipal,. En outre, il laisse sa place de député à l'Assemblée nationale à son suppléant, Carlos Da Silva. En octobre 2012, Manuel Valls déclare vouloir retrouver le niveau antérieur de naturalisations, autour de 110 000 par an,. Mais en janvier 2013, une circulaire entre en vigueur qui ne prévoit pas plus de 30 000 régularisations par an ; de plus, en 2012, 36 822 éloignements forcés ont eu lieu soit une hausse de 11,9 % par rapport à 2011. En novembre 2013, les chiffres publiés indiquent que plus de 46 000 clandestins sont régularisés durant l’année 2013, soit 10 000 personnes de plus que sous le précédent gouvernement. Manuel Valls déclare le 20 janvier 2013 que « les Roms ont vocation à rester en Roumanie ou en Bulgarie ou à y retourner ».
Manuel Valls doit également gérer, en tant que ministre de l’Intérieur, les manifestations contre le mariage entre personnes de même sexe.

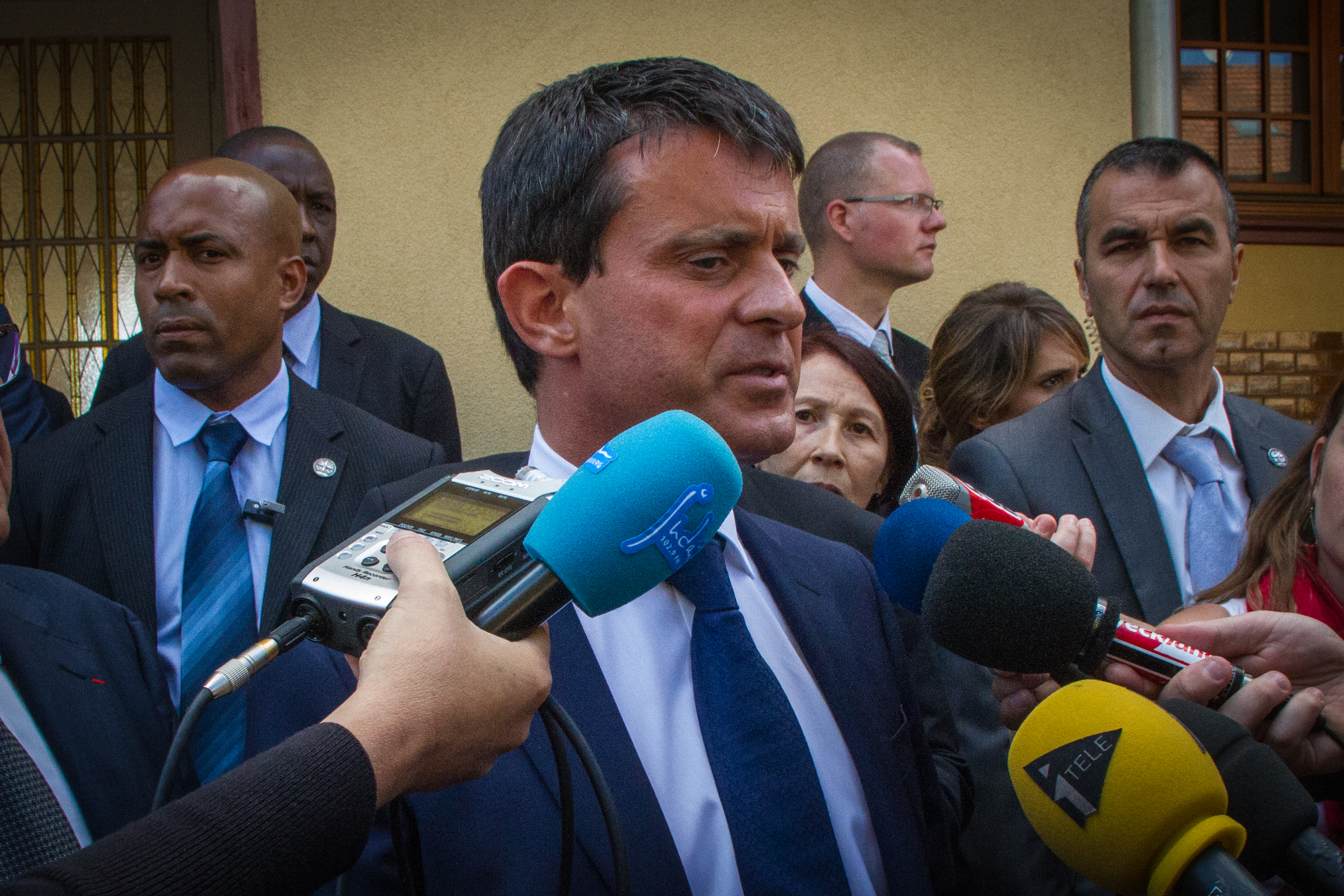
Manuel Valls entouré de journalistes à Strasbourg, en 2013.

Manuel Valls entame par la suite un bras de fer avec l’humoriste Dieudonné, qui s’inscrit dans une lutte de plus grande ampleur contre l’extrême droite radicale, marquée quelques mois plus tôt par la dissolution de l’Œuvre française et des Jeunesses nationalistes à la suite de l’affaire Clément Méric,, mouvance lui reprochant la répression policière contre les manifestations opposées au mariage pour tous au printemps 2013 et nourrissant en retour une certaine animosité à son égard.
Le 6 janvier 2014, Manuel Valls publie une circulaire à l’attention des préfets qui détaille les outils juridiques à la disposition des maires et préfets pour interdire le spectacle de Dieudonné. Le 8 janvier, le spectacle « Le mur » au Zénith de Nantes Métropole est interdit sur demande du préfet de Loire-Atlantique. Le 9 janvier, le tribunal administratif de Nantes autorise ce spectacle, annulant en référé-liberté l’arrêté d’interdiction. Quelques minutes après ce référé, Manuel Valls saisit en appel le Conseil d’État pour contester la décision du tribunal administratif de Nantes. Moins de deux heures après, le Conseil d’État décide d’annuler l’ordonnance du tribunal administratif de Nantes et maintient l’interdiction du spectacle de Dieudonné à Nantes, estimant « que la réalité et la gravité des risques de troubles à l'ordre public mentionnés par l'arrêté du préfet étaient établis tant par les pièces du dossier que par les échanges lors de l'audience publique »,.
Pour Jacques Hennen, coauteur avec Gilles Verdez d’une biographie, Manuel Valls « se situe sur la colonne vertébrale républicaine. Son histoire, c'est la hantise de l'extrême-droite : il incarne la gauche, l'ordre, les valeurs… C'est d'ailleurs à son sujet que Marine Le Pen se montre la plus tranchante ». De nombreux observateurs le rapprochent de son prédécesseur Nicolas Sarkozy à travers son action, son style et sa popularité, au point de lui donner parfois le surnom de « Sarkozy de gauche »,,.
David Revault d’Allonnes et Vanessa Schneider, journalistes au Monde, estiment notamment qu’« observer Manuel Valls en 2013, c'est en effet retrouver de nombreuses similitudes avec le Nicolas Sarkozy des années 2000, celui de la période de conquête qui le porta à l'Elysée en 2007. La plus flagrante, tient évidemment à la façon d'endosser l'uniforme de premier flic de France que Nicolas Sarkozy arbora pendant quatre ans à Beauvau ». Manuel Valls dément cette ressemblance en mettant en avant ses résultats.

### Premier ministre

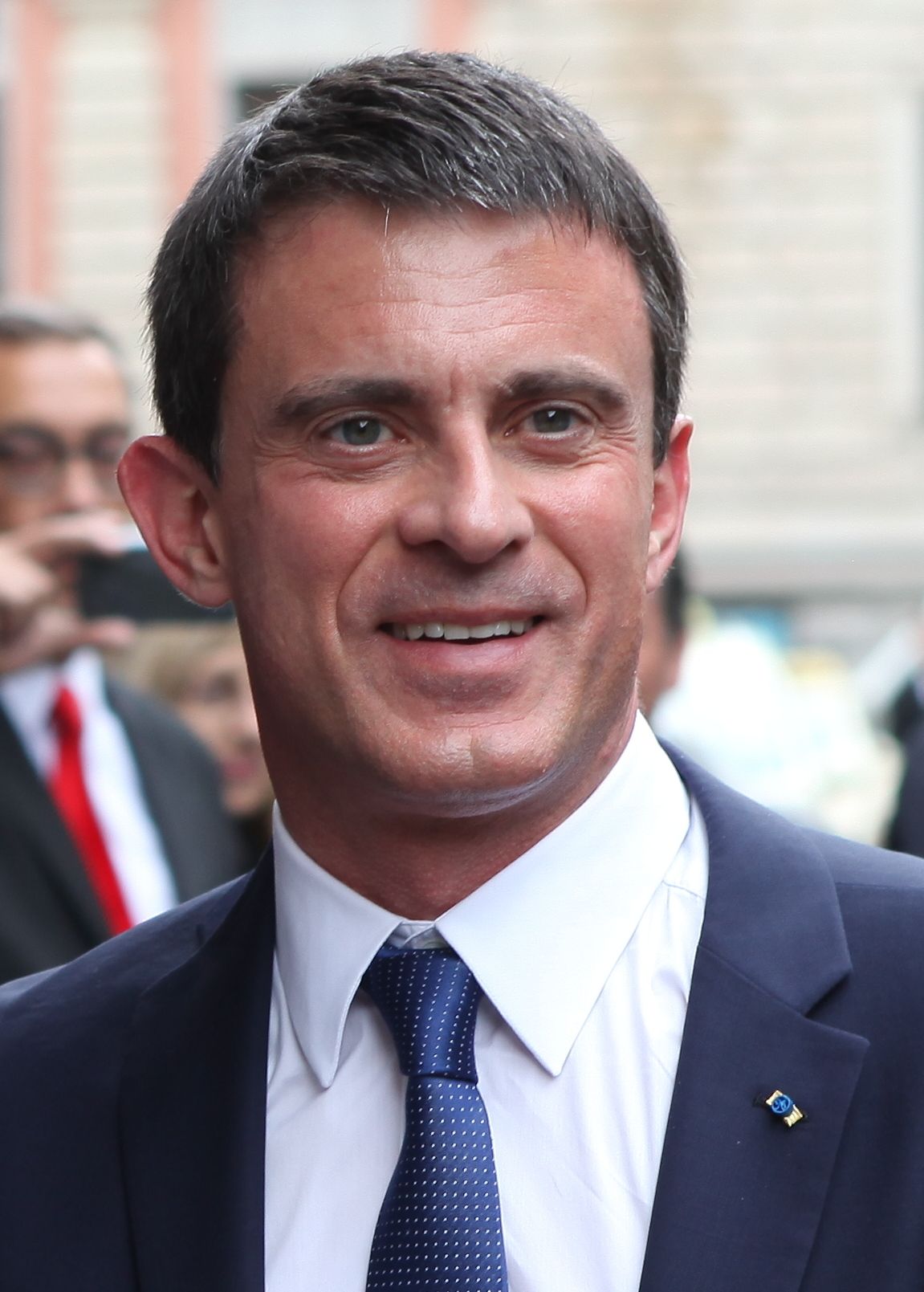
Manuel Valls en mai 2015.

Le 31 mars 2014, à la suite de la défaite de la gauche aux élections municipales de 2014, François Hollande le nomme au poste de Premier ministre. Il devient le deuxième Premier ministre de François Hollande après Jean-Marc Ayrault. Sa nomination suscite les critiques d’une partie de la gauche qui le considère comme trop à droite, mais aussi de l’opposition qui estime médiocre son bilan au ministère de l’Intérieur. La composition de son gouvernement est annoncée les 2 et 9 avril 2014. Son discours de politique générale obtient l’approbation de l’Assemblée nationale le 8 avril. Le 29 avril, Manuel Valls fait approuver par l’Assemblée nationale le programme de stabilité budgétaire du gouvernement, malgré l’abstention de 41 députés socialistes.
Il choque une partie des socialistes en s'exclamant « J’aime l’entreprise » à l’université d’été du Medef. Le 25 août 2014, Manuel Valls présente la démission de son gouvernement à la suite d’un désaccord avec ses ministres sur la politique économique à mener avec, notamment, Arnaud Montebourg (ministre de l’Économie, du Redressement productif et du Numérique) et Benoît Hamon (ministre de l’Éducation nationale, de l’Enseignement supérieur et de la Recherche). Il est néanmoins reconduit dans ses fonctions par le président de la République.

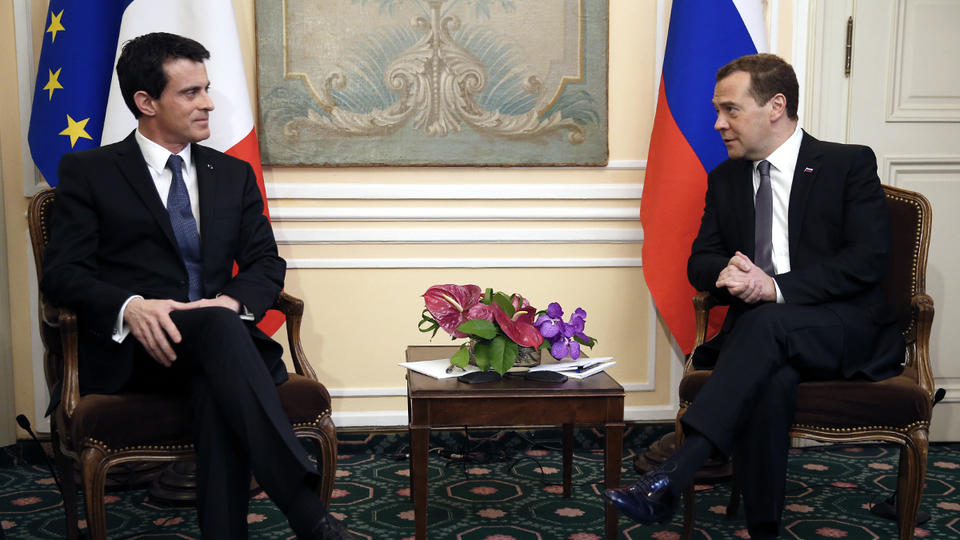
Manuel Valls (à gauche) avec Dmitri Medvedev, chef du gouvernement russe, en 2016.

Une frange de parlementaires socialistes surnommés les « frondeurs » s’oppose dès lors à sa politique économique et sociale. Manuel Valls utilise alors l’article 49.3 de la Constitution lors de la première lecture du projet de loi Macron à l’Assemblée nationale, ce qui lui permet de faire adopter le projet sans vote.
Le 13 janvier 2015, quelques jours après une série d’attaques terroristes islamistes, Manuel Valls prononce à l’Assemblée nationale un discours en hommage à leurs victimes, salué par une ovation debout de l’ensemble des députés. Le Premier ministre déclare notamment que « la France est en guerre contre le terrorisme, le djihadisme et l'islamisme radical » et non « contre l'islam et les musulmans ».
En avril 2015, il présente un nouveau projet de loi dans le cadre de « la lutte contre le racisme et l’antisémitisme » dont l’innovation principale, selon Anne-Marie Le Pourhiet, consiste à transformer le délit d’opinion, relatif à la loi de 1881 sur la presse, en délit de droit pénal. Juristes et associations tel Pierre Tartakowsky, président de la Ligue française pour la défense des droits de l’homme et du citoyen, expriment leur inquiétude à propos d’une justice expéditive notamment en ce qui concerne la comparution immédiate et les délais de prescription. D’autres points suscitent des remarques plus favorables, particulièrement de la part de Christine Lazerges, présidente de la Commission nationale consultative des droits de l'homme.
Il s’oppose de manière prononcée au Front national lors des élections départementales et régionales de 2015, appelant à un « front républicain » et même à une fusion des listes PS et Les Républicains entre les deux tours dans le but de tenter d’empêcher le FN de gagner dans un certain nombre de régions. Il évoque dans le même temps la possibilité d’une coalition gauche-droite pour l’élection présidentielle de 2017.
Pour le chercheur Fabien Escalona, Manuel Valls et ses soutiens, dont Jean-Marie Le Guen, « anticipent une situation où un nombre important de triangulaires aux législatives à venir pourrait empêcher la formation d’une majorité présidentielle sur la base de la seule droite ou de la seule gauche. Leur perspective consiste à organiser sciemment une collaboration minimale entre les forces du « cercle de la raison », plutôt que de se livrer à des déchirements inutiles qui risquent de se révéler trop coûteux ».

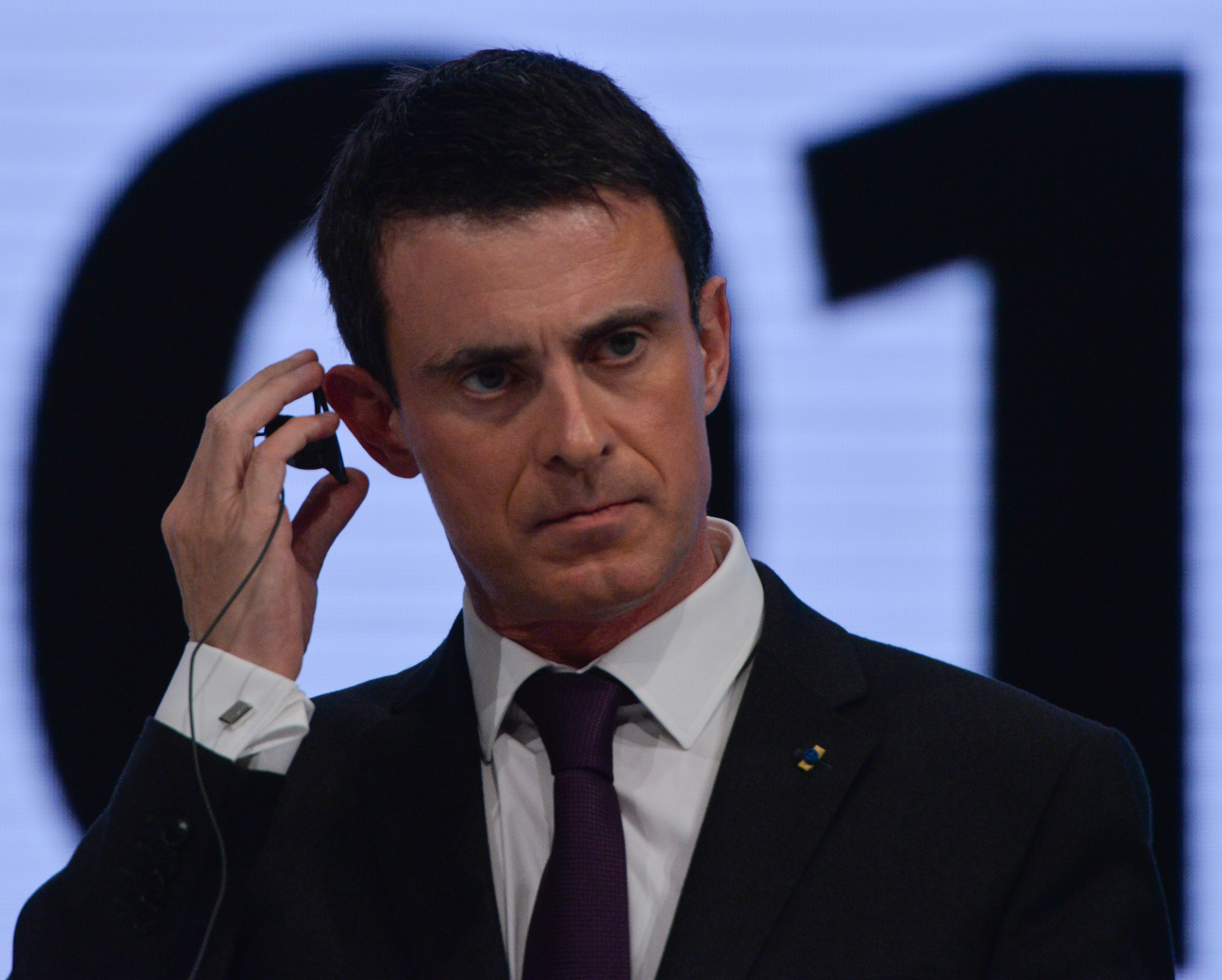
Manuel Valls au Bundestag en décembre 2015.

Manuel Valls choisit d’utiliser l’article 49.3 de la Constitution pour faire adopter le projet de loi travail. Lors de la dernière lecture, il refuse l'examen d'un amendement de compromis porté par Olivier Faure sur l'article 2. Le président du groupe socialiste à l’Assemblée nationale Bruno Le Roux avertit les frondeurs que « déposer ou voter une censure contre le gouvernement » serait « une ligne rouge » qui entraînerait leur exclusion du parti à un an des prochaines élections législatives. Dans ce contexte, les frondeurs socialistes ne réussissent qu’à réunir 56 signatures sur les 58 nécessaires pour déposer une motion de censure, ce qui aboutit à l’adoption du texte en juillet 2016. Entre-temps, son intransigeance et les multiples utilisations du 49-3 ont déclenché une énorme vague de grèves et de manifestations, peut-être la plus importante de la présidence de François Hollande, et Nuit debout[réf. nécessaire]. Il est par ailleurs, après son éphémère successeur Bernard Cazeneuve, le Premier ministre ayant eu le plus recours aux ordonnances en rapportant le nombre d'ordonnances au temps passé à Matignon.
Au sein du gouvernement, il se trouve en rivalité avec la figure émergente d'Emmanuel Macron, ministre de l'Économie, de l'Industrie et du Numérique, bien qu'ils partagent un même positionnement social-libéral : alors que leurs relations se dégradent peu à peu et que leurs cotes de popularité suivent des trajectoires inverses, les médias estiment qu'Emmanuel Macron incarne mieux ces idées désormais et qu'il « ringardise » le Premier ministre,,,,.
Son discours à Colomiers, le 29 août 2016, lors duquel il se dit « Premier ministre mais libre » et clame sa loyauté « qui ne l’entrave pas », est perçu comme un premier acte d'émancipation à l'égard de François Hollande.
À la suite de la publication du livre entretien de François Hollande Un président ne devrait pas dire ça…, Manuel Valls critique la manière du président d'incarner « l'autorité de l'État et d'exercer le pouvoir » et indique qu'il se porterait candidat si François Hollande y renonçait.
Des études d'opinion lui accordent alors de meilleurs scores que ceux de François Hollande en vue de l'élection présidentielle de 2017. Le journaliste Éric Dupin indique à ce sujet : « La mésentente entre le chef de l'État et celui du gouvernement est un des grands classiques de la Ve République. Qu'un tel divorce se produise à six mois d'une élection présidentielle est toutefois inédit. Tout comme est sans précédent le fait que le Premier ministre tente d'empêcher le président de la République sortant de se représenter afin d'être lui-même candidat ». Cette stratégie de distanciation et d'émancipation par rapport à François Hollande semble porter ses fruits dans l'opinion, puisque Manuel Valls redevient en novembre 2016 l'un des hommes politiques les plus appréciés. Le 1er décembre 2016, François Hollande renonce finalement à se représenter. Selon The Times, cette décision est surtout le résultat d'un « putsch de palais » conduit par Manuel Valls.

### Primaire présidentielle de 2017
Manuel Valls se dit dans un premier temps, défavorable à la tenue d’une primaire présidentielle à gauche de 2017 mais change de position après la décision du conseil national du Parti socialiste d’en organiser une. Le 5 décembre, il annonce sa candidature aux primaires de la gauche en vue de l'élection présidentielle de 2017 et indique qu'il quittera ses fonctions de Premier ministre le lendemain. Il sera alors remplacé par Bernard Cazeneuve à ce poste et retrouve son mandat de député le 7 janvier 2017. Dans l'histoire de la Ve République, il est le seul Premier ministre à s'être présenté à la place du président sortant.
Il présente début janvier un projet qu'il inscrit dans la continuité de son action gouvernementale plus lisse que ses propos de campagne passés (maintien de l'impôt sur la fortune et de la durée légale du travail, pas de baisse supplémentaire du coût du travail ni des règles du marché du travail) et même la suppression de l'article 49-3 de la Constitution dont il a pourtant fait usage à plusieurs reprises. Comptant sur une croissance annuelle du PIB de 1,9 %, il entend relâcher l'effort sur les dépenses publiques, qui augmenteraient de 2,5 % par an tout en maintenant le déficit public et en baissant la part des prélèvements obligatoires pour les classes moyennes et populaires. Il promet la création de postes dans la police et la gendarmerie ou encore la baisse du nombre de parlementaires. Désireux d'une « conférence de refondation » pour relancer l'Europe, il souhaite une pause dans l'élargissement de l'Union européenne. Il veut créer, adossée à la Constitution, une charte de la laïcité. Il entend également imposer un service civique obligatoire de six mois. Lors de la campagne de la primaire, il est la cible de deux agressions, la première le 22 décembre à Strasbourg par un jet de farine et la seconde le 18 janvier par un jeune homme qui le gifle à Lamballe. Sa campagne connait un démarrage difficile et des intentions de vote qui s'érodent notamment face à Arnaud Montebourg et la dynamique de la campagne de Benoît Hamon car s'il est en tête des intentions de vote des sympathisants socialistes, il est moins bien positionné sur les sympathisants de gauche. La candidature de Vincent Peillon le concurrence également.
Le 22 janvier 2017, à l'issue du 1er tour, il arrive deuxième derrière Benoît Hamon avec environ 31 % des voix contre 36 %. Il se lance alors dans une campagne plus agressive de second tour refusant de s'engager à soutenir son concurrent s'il l'emportait et en estimant qu’avec son adversaire « il y a des ambiguïtés, il y a des risques d’accommodement » avec l'islamisme radical. Au même moment, un ministre pro-Valls déclare dans Libération, sous couvert de l’anonymat, que « Hamon est le candidat des frères musulmans ».
Le 29 janvier 2017, à l'issue d'un second tour rassemblant plus de deux millions de votants, il est battu par Benoît Hamon (41,31 % des voix contre 58,69 %). En dépit de la règle fixée lors des primaires, il refuse d'apporter son parrainage à Benoit Hamon expliquant être en désaccord avec ses propositions. La Haute autorité des primaires dénonce un « manquement à la parole donnée » qui « contrevient gravement au principe de loyauté et à l’esprit même des primaires ».
Le 29 mars 2017, invité sur la chaîne BFM TV, il appelle au soutien d'Emmanuel Macron dès le premier tour. Le même jour dans une interview accordée à l'Obs, il se déclare prêt à travailler avec François Fillon dans l'hypothèse de la victoire de ce dernier pour « trouver des compromis avec la droite parlementaire ».
Au lendemain de la qualification d'Emmanuel Macron pour le second tour de la présidentielle, il déclare : « nous devons être prêts à le soutenir, à l'aider, à participer à cette majorité ». N'annonçant pas son départ du PS, il appelle à une exclusion des proches de Hamon ou à une scission : « Ceux qui ne partagent pas les mêmes idées, ceux qui sont en désaccord sur l'Europe, sur l'économie, sur l'entreprise, sur les questions de sécurité ou de laïcité peuvent-ils encore être dans la même famille politique ? Personnellement, je ne le crois pas donc doit venir le temps enfin de la clarification ».

### Retour à l'Assemblée nationale
Au lendemain de l'élection présidentielle et en vue des élections législatives des 11 et 18 juin 2017, Manuel Valls fait savoir qu'il souhaite obtenir l'investiture de la République en marche pour sa circonscription, deux jours avant la clôture des candidatures, alors même que le mouvement fondé par Emmanuel Macron est réticent à l'égard de cette demande, d'autant que l'ancien Premier ministre n'a pas respecté la procédure d'investiture établie par le mouvement. Au même moment, le Parti socialiste annonce qu'une procédure disciplinaire en vue de son exclusion a été déclenchée le 6 avril 2017, à la suite de son refus de soutenir le candidat officiel du parti à la présidentielle, Benoît Hamon. Ayant déjà effectué trois mandats de parlementaires, l'investiture d'En marche lui est refusée mais le parti d'Emmanuel Macron ne lui oppose finalement pas de candidat,. Cependant, les soutiens de Manuel Valls doivent affronter des candidats En marche. Au premier tour, Benoît Hamon apporte son soutien au candidat PCF Michel Nouaille.
Manuel Valls bénéficie du soutien d’anciens cadres socialistes (Bernard Cazeneuve, Laurence Rossignol, Jean-Yves Le Drian), de Serge Dassault ainsi que des maires des six communes de sa circonscription, dont cinq de droite. Benoît Hamon soutient son adversaire au second tour, Farida Amrani, candidate de La France insoumise à qui il manque en revanche celui du communiste Michel Nouaille. Il est réélu député par 139 voix d'avance (soit 50,3 % des suffrages exprimés) mais son opposante revendique également la victoire et demande un recomptage des voix ; or, seuls les bulletins ou les enveloppes sur lesquels existent des doutes sont conservés selon la loi. Le 27 juin, elle dépose un recours pour invalider le processus électoral dans cette circonscription. Ce recours est rejeté par le Conseil constitutionnel qui constate que le nombre d'irrégularités relevées est inférieur à l'écart de voix entre les deux candidats du second tour, de sorte que le Conseil estime qu'elles ne suffisent pas à l'annuler l'élection,,,. Les accusations de « bourrages d'urne » lancées par son adversaire sont également rejetées.
Le 27 juin 2017, il annonce son départ du PS et son adhésion au groupe LREM de l'Assemblée nationale comme apparenté. Alors que cette adhésion divise le groupe LREM, il bénéficie du soutien déterminant de Richard Ferrand.
Ayant suivi le dossier calédonien depuis une vingtaine d'années, il se voit confier par l'Assemblée nationale, début octobre, la présidence d'une mission d'information parlementaire de 19 membres sur l'avenir institutionnel de la Nouvelle-Calédonie, ce qui est à l'origine d'une vive polémique avec Jean-Luc Mélenchon, qui démissionne de cette mission,.
Après six mois de législature, Capital relève qu'il « s’est fait très discret ces premiers mois : aucun amendement, seulement 26 interventions en séance… soit deux fois moins que la moyenne des parlementaires ! ». Après un an de législature, il est le député du groupe LREM le moins présent aux votes de l'Assemblée (5 % en moyenne)

### Candidature infructueuse à la mairie de Barcelone

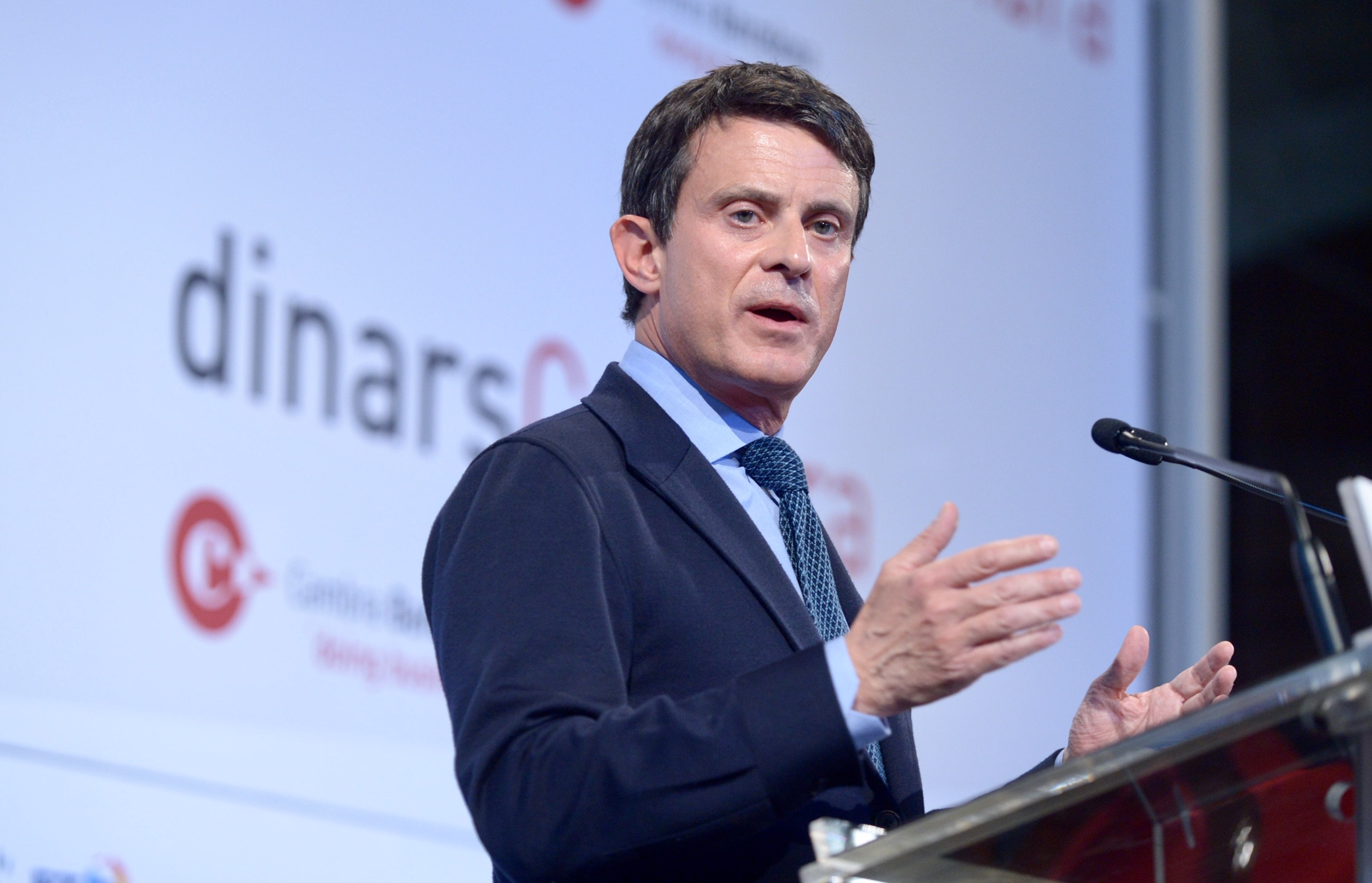
Valls en mars 2019 lors d'un événement organisé par la Chambre de commerce de Barcelone

Dès avril 2018, le parti espagnol de centre droit Ciudadanos propose à Manuel Valls de prendre la tête d'une liste unique de tous les partis anti-indépendantistes à l'occasion des élections municipales de 2019 à Barcelone,,. Néanmoins, le Parti des socialistes de Catalogne refuse, réitérant son soutien à la candidature de Jaume Collboni.
Après plusieurs mois de suspense, Manuel Valls annonce le 25 septembre 2018 sa candidature aux élections municipales,,. Il indique alors qu'il va démissionner de ses mandats en France. En démissionnant de son mandat de député, il quitte la présidence de la mission d'information parlementaire relative à la consultation sur l'accession de la Nouvelle-Calédonie à la pleine souveraineté, deux mois avant ce référendum. Le 2 octobre, il présente sa démission, qui devient effective le lendemain. Il fait face à plusieurs critiques : l'ancien président de la Généralité de Catalogne Carles Puigdemont estime notamment que Valls ne « connaît pas » la ville. Le 1er octobre 2018, il annonce avoir obtenu un passeport espagnol. Selon la presse espagnole, il a réclamé et obtenu d'un groupe d'hommes d'affaires finançant sa campagne un salaire mensuel net de 20 000 euros,. Le 28 mars 2019, il enregistre son parti politique, Barcelona pel Canvi (BCN Canvi),.
Le 26 mai 2019, sa liste Barcelona pel Canvi-Ciutadans arrive en quatrième position avec 13,2 % des voix et obtient six sièges sur 41,. Manuel Valls est élu conseiller municipal de Barcelone et annonce vouloir poursuivre sa carrière politique dans la ville. Dans la foulée, il propose le soutien de sa liste à la maire sortante Ada Colau, soutenue également par le parti de gauche radicale Podemos, pour éviter que le parti indépendantiste de la Gauche républicaine de Catalogne (ERC) ne prenne la tête de la mairie avec son candidat Ernest Maragall. Le 15 juin, grâce à son soutien et à celui de deux des élus de sa liste, Ada Colau est reconduite pour un second mandat. Deux jours plus tard, Ciudadanos annonce sa rupture avec Manuel Valls (qui reproche à ces derniers leur alliance avec l'extrême droite de Vox) et ses deux alliés indépendants (Celestino Corbacho et Eva Parera) élus sur la liste de Barcelona pel Canvi-Ciutadans, après leur vote pour Ada Colau. Après le ralliement de l'un des deux indépendants, Valls ne garde le soutien que d'un seul conseiller.
Le tribunal des comptes espagnol, dans un rapport de mars 2021, relève une « irrégularité » liée à 190 000 euros de dépenses non déclarées lors de la campagne municipale de Manuel Valls, et en conséquence à un dépassement de 71 % du plafond légal des dépenses,. Son parti écope en novembre 2022 d'une amende de 277 000 euros pour le financement illicite de la campagne (dépassement de 71 % du plafond autorisé et non déclaration de près de 189 500 euros),. Il ne fait pas appel de sa sanction qui est la plus forte infligée à un parti engagé dans ces élections municipales.
Il démissionne de son mandat de conseiller municipal de Barcelone le 31 août 2021.

### Retour progressif dans le débat public français
Malgré son investissement dans la vie politique barcelonaise, Manuel Valls est régulièrement invité et interrogé dans les médias français, en particulier sur les questions de sécurité et d'islamisme : il est, selon Arrêt sur images, « le meilleur client des chaînes d'info françaises pour débattre de sécurité nationale ». Avec la publication de Pas une seule goutte de sang français (Grasset, 2021), il annonce vouloir peser dans le débat public à l'approche de l'élection présidentielle. Pour la linguiste Paola Pietrandrea, spécialiste de l'analyse du discours politique et professeure à l'université de Lille, son recours constant, lors de ses interventions, au champ lexical de la guerre témoigne de sa volonté de se faire « le porte-étendard de tout un discours culturel ».
Au second tour des élections régionales de 2021 en Île-de-France, il appelle à voter pour les listes de droite de la présidente sortante, Valérie Pécresse, face à celles de gauche, qui comprennent La France insoumise, parti que l’ancien Premier ministre critique pour son rapport à « l'islamisme, la laïcité, la lutte contre l'antisémitisme, le soutien aux policiers ».
Il devient chroniqueur de RMC et BFMTV à la rentrée 2021.

### Ralliement à Emmanuel Macron
Comme en 2017, il annonce son soutien à Emmanuel Macron pour l'élection présidentielle de 2022. Le parti présidentiel LREM rembourse l’ensemble des dettes du micro-parti de Manuel Valls, « À gauche, besoin d’optimisme », fondé lors de sa candidature à la primaire du PS en 2017 tandis que Manuel Valls souhaiterait, selon RMC, se présenter aux élections législatives sous l'étiquette LREM pour retrouver le Palais Bourbon qu'il a quitté trois ans auparavant. À la suite de la débâcle historique du Parti socialiste avec un score inférieur à 2 % pour Anne Hidalgo au premier tour du scrutin présidentiel, il qualifie de « déshonneur » l'alliance de son ancien parti avec La France insoumise au sein de la NUPES pour les élections législatives.
Après la réélection d'Emmanuel Macron, il est investi par LREM dans la cinquième circonscription des Français de l'étranger pour les élections législatives de 2022. Le député LREM sortant Stéphane Vojetta, élu comme suppléant de Samantha Cazebonne en 2017, dénonce un « parachutage » et choisit de maintenir sa candidature. Manuel Valls est finalement éliminé au premier tour, recueillant 15,8 % des suffrages exprimés, derrière Stéphane Vojetta (25,4 %) et le candidat NUPES Renaud Le Berre (27,2 %), contre lequel il appelle à faire barrage au second tour.
Il supprime son compte Twitter officiel dans la foulée,.
Une enquête de la police française révèle en janvier 2023 que sa campagne pour la primaire présidentielle de 2017 aurait notamment été financée par une société pétrolière congolaise, Orion Oil, à hauteur de deux millions d'euros.
En avril 2023, il participe avec Jordan Bardella, Thaïs d’Escufon, Marsault, Christine Kelly et des proches d’Éric Zemmour au « Grand débat des valeurs » de l'hebdomadaire d'extrême droite Valeurs actuelles ; il partage avec François-Xavier Bellamy son inquiétude d'un effondrement civilisationnel et vilipende « le wokisme ».
Le 25 juin 2024, Manuel Valls publie une tribune collective dans le journal Le Monde où, dans le contexte de la campagne des élections législatives anticipées, il déclare qu'il ne votera ni pour le Rassemblement National ni pour La France Insoumise, renvoyant les deux mouvances politiques dos à dos et considérant qu'il s'agit d'un « enfermement politique entre les deux extrêmes ».

### Retour à des fonctions ministérielles
Le 23 décembre 2024, il est nommé ministre d'État, ministre des Outre-mer dans le gouvernement de François Bayrou.
En 2025, il mène les négociations pour régler la situation en Nouvelle-Calédonie. Après un échec en mai, il est en juillet l'un des artisans de la signature de l'accord de Bougival sur un futur statut du territoire. En juin, il présente un projet de loi pour la refondation de Mayotte.

## Orientations politiques
En 2013, Manuel Valls appelle à « assumer pleinement le cap social-démocrate et réformiste » du gouvernement. À partir de 2015, il qualifie son action et son positionnement de « social-réformiste », ou de « réformiste ».
Le chercheur Fabien Escalona caractérise son positionnement comme « social-conservateur » en 2014, puis comme néoconservateur ou « un « nationalisme du cercle de la raison », défini depuis une gauche se vivant en « état de guerre » », en 2016. Son confrère Thibaut Rioufreyt le présente comme un social-libéral de type conservateur.
Pour le chercheur Laurent Bouvet, il « est à la fois réformiste voire social-libéral sur le plan économique (c'était déjà le sens de sa candidature à la primaire socialiste de 2011) et républicain, attaché à la laïcité et une expression rigoureuse du pouvoir régalien, sur le plan politique ».

### Positions au sein du Parti socialiste

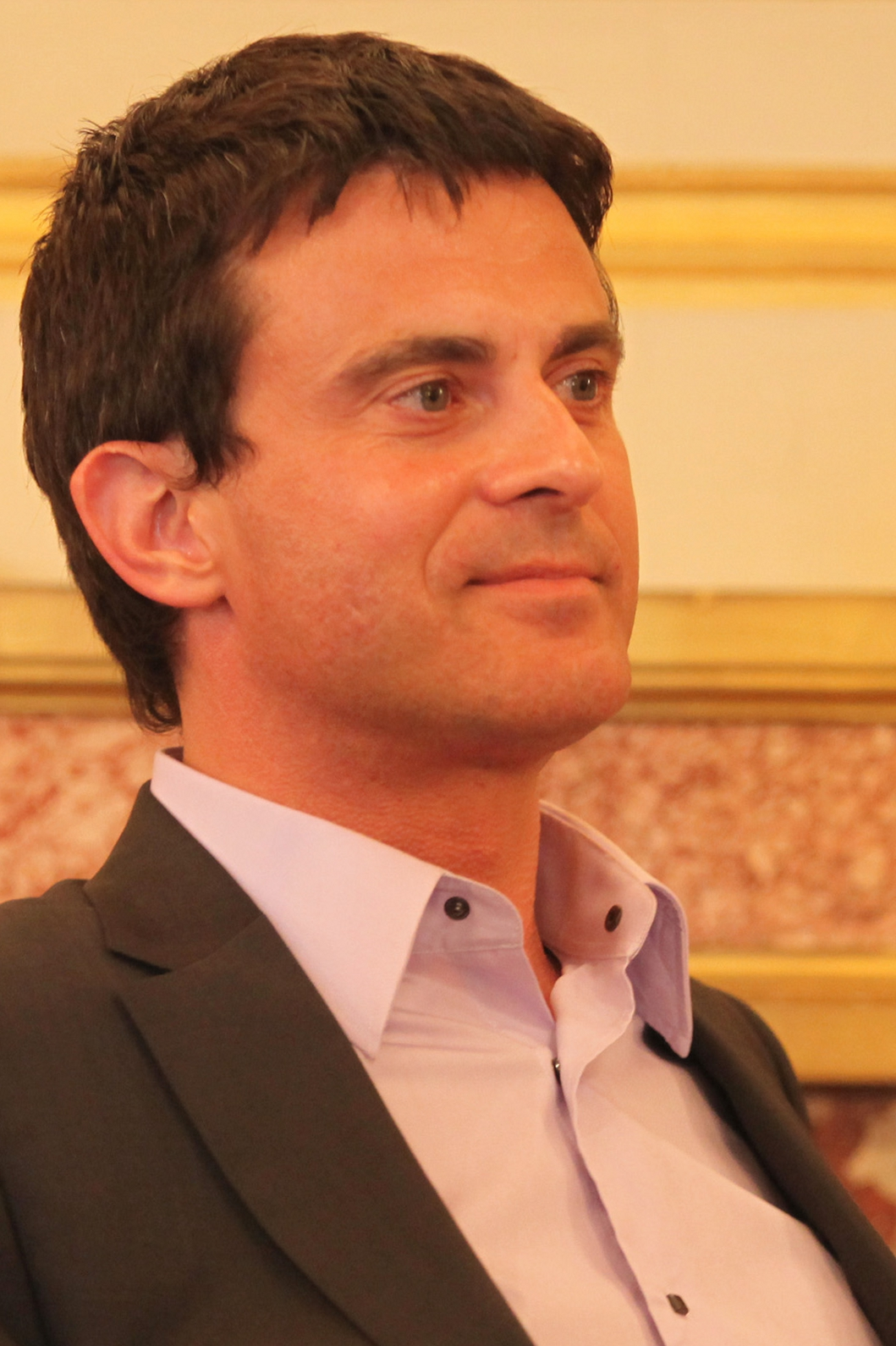
Manuel Valls, en 2009.

En 2005, pour le référendum sur la Constitution européenne, il défend le « non ». Mais peu avant le référendum interne au PS du 1er décembre 2004, où le « oui » l’emporte avec plus de 59 % des voix, il participe, « par discipline », à la campagne du PS pour le « oui ». Il déclare à cette occasion « j’étais partisan du non, mais face à la montée du non, je vote oui ». Il vote avec d’autres élus de gauche « pour » la réforme du titre XV de la constitution permettant la ratification du traité de Lisbonne lors du Congrès du Parlement français le 4 février 2008.
Lors des émeutes de 2005 dans les banlieues françaises, il est l’un des trois députés socialistes à ne pas voter contre la prolongation de l’état d’urgence.
Il est également l’un des seuls socialistes à exiger l’extradition de l'écrivain Cesare Battisti.
Le 25 novembre 2008, faisant suite aux contestations des résultats du congrès de Reims du PS où il soutient Ségolène Royal, il réclame l’arbitrage des tribunaux sur les suspicions de fraude électorale dans les fédérations du Nord et de la Seine-Maritime favorables à Martine Aubry,.
Toutefois, revenant le 10 septembre 2009 sur cette affaire, à la suite de la parution d’Hold up, arnaques et trahisons, une enquête de deux journalistes, il considère qu’« il faut tourner la page ». Le 14 juillet 2009, la première secrétaire du Parti Martine Aubry fait publier une lettre ouverte à Manuel Valls dans les colonnes du journal Le Parisien dans laquelle elle lui écrit : « Si les propos que tu exprimes reflètent profondément ta pensée, alors tu dois en tirer pleinement les conséquences et quitter le Parti socialiste ». Il lui répond le 16 juillet qu’il ne compte pas partir du Parti et précise qu’il a « toujours respecté, quoi qu’[il ait] pu [lui] en coûter », le choix des militants et les règles de vote de son groupe parlementaire dont il est aussi l’un des animateurs,.
Plusieurs personnalités du PS comme Gérard Collomb, Jean-Noël Guérini et Jean-Pierre Mignard soutiennent Manuel Valls face à Martine Aubry, en publiant une tribune dans le journal Le Monde.
Le 2 janvier 2011, Manuel Valls déclare vouloir « déverrouiller les 35 heures », créant une nouvelle fois le trouble au sein du Parti socialiste.
Classé à l’« aile droite » du Parti socialiste,,, il s’inscrit dans la culture et la démarche de la social-démocratie allemande et scandinave. Lui-même s’est, par le passé, défini comme « blairiste » ou « clintonien », voire « s’inscrivant dans la lignée de Pierre Mendès France, Michel Rocard et Lionel Jospin » (primaires socialistes de 2011).
Il prône un discours politique « économiquement réaliste » et dénué de « démagogie ». Il se distingue notamment de nombre de ses camarades du PS sur la responsabilité individuelle (« Le nouvel espoir que doit porter la gauche, c’est celui de l’auto-réalisation individuelle : permettre à chacun de devenir ce qu’il est ») ou le « refus de l'assistanat ». S’estimant « réformiste plutôt que révolutionnaire », il souhaite « concilier la gauche avec la pensée libérale ».
En ce sens, il rejette le socialisme, le considérant comme un projet politique dépassé :

« Le Parti socialiste, c'est daté. Ça ne signifie plus rien. Le socialisme, ça a été une merveilleuse idée, une splendide utopie. Mais c'était une utopie inventée contre le capitalisme du XIXe siècle ! »

Le 15 décembre 2016, alors qu'il est candidat à la primaire de la gauche, il se déclare prêt à supprimer l'article 49 alinéa 3 de la Constitution auquel il a lui-même eu recours six fois en tant que premier ministre.

### Politique économique et intégration européenne
Lors de la campagne référendaire de 2005, Manuel Valls plaide initialement pour « construire une alternative forte au libéralisme » s'engageant pour le rejet du Traité constitutionnel européen dans le cadre du référendum interne du PS (remporté par le « oui ») avant de s'engager pour l'acceptation du traité dans le référendum, finalement rejeté par les Français.
Ne cachant pas son admiration pour la personnalité du Premier ministre britannique Tony Blair, il plaide à partir de 2007 pour « concilier la gauche avec la pensée libérale ». Depuis, il est couramment présenté comme social-libéral, terme qu’il n’a jamais assumé,, lui préférant ceux de « social-démocratie » ou « social-réformiste ». Durant la primaire citoyenne de 2011, il développe un programme économique donnant la priorité à la baisse des déficits au-dessous de 3 % dès 2013 et à celle de la dette publique, prônant d’inscrire dans la Constitution la règle d’or budgétaire, rejetée par son parti. Pour rétablir l’équilibre, il préconise ainsi la hausse des impôts, la remise en cause des 35 heures, et la modération des salaires. Il souhaite également l’instauration de la « TVA sociale », ou « TVA protection », visant essentiellement à augmenter la TVA sur nombre de produits de consommation dits de « non première nécessité » en échange d’un allègement des cotisations sociales portant sur les salaires. Il propose également un « Small Business Act » pour les PME.
Il plaide également pour l’allongement de la durée de cotisations pour fixer l’âge du départ à la retraite et « l'alignement des régimes spéciaux [de retraite] sur le régime général ». En 2010, il s’est déclaré favorable au contrôle de la Commission européenne sur les budgets nationaux, jugeant cela « incontestablement » nécessaire.
Fin 2014, dans un entretien à L’Obs puis devant la fondation Jean-Jaurès, Manuel Valls met en cause les limites de la redistribution des richesses et prône le concept de « prédistribution » théorisé par Jacob Hacker, spécialiste de l’État-providence et directeur de l’institut des études sociales et politiques à l’université américaine Yale. Si cette idée est alors en vogue dans les cercles sociaux-démocrates européens, Manuel Valls est le premier à la défendre en France. Il appelle ainsi à « prévenir les inégalités plutôt que nous contenter de les corriger, toujours trop tard, et souvent à la marge », et propose plusieurs mesures en ce sens : un « investissement massif dans l’éducation », une « formation professionnelle tout au long de la vie », avec notamment la création d’un « compte social universel qui rassemblerait, pour chaque individu, l’ensemble des droits portables destinés à sécuriser son parcours professionnel », ou encore l’accès au logement.
Dans la lutte prioritaire contre le chômage, Manuel Valls se prononce en faveur d’une politique de création d’emplois. Par exemple, lors de son discours du 6 octobre 2014, à Londres, il indique « Ce qui compte, c’est le résultat, ce qui compte c’est l’efficacité, la croissance, la création d’emplois ».
Il conduit l’action enjointe au gouvernement, en ce domaine : « Nous avons décidé avec le Premier ministre, avec les membres du gouvernement, en partant de ce que nous avons déjà réalisé, de faire encore plus vite et encore plus fort. L’enjeu, c’est de créer les conditions d’une croissance durable dans notre pays et c’est l’esprit et la lettre du pacte de responsabilité et de solidarité. Quel est son objectif ? L’emploi ». Au bilan de l’année 2014, l’Insee annonce la destruction, en France, de 74 000 emplois.
Il prône l'instauration d'un « revenu universel » en formant « une seule aide qui fusionnerait la plupart des minima sociaux existants, ouverte à tous, y compris aux moins de 25 ans ». Le Monde relève que Manuel Valls « a tenté de « récupérer » le concept en tant que Premier ministre, puis comme candidat à la primaire de la gauche. Mais en réalité, ce qu’il prône est un « revenu décent », versé seulement aux plus précaires pour leur assurer un minimum d’existence ».

### Questions internationales

#### Question israélo-palestinienne
En 2003, il cosigne une tribune avec Jean-Luc Mélenchon et Vincent Peillon contre Tariq Ramadan. Les cosignataires reprochent à Tariq Ramadan d’accuser les intellectuels français juifs d’obéir à un nationalisme pro-israélien. Dans la même tribune, les trois hommes formulent le souhait que le Parti socialiste « s'engage résolument dans le combat pour une autre mondialisation ». Ils rappellent également qu’ils se sont « battus contre la guerre en Irak » et affirment leur engagement « pour que vivent côte à côte deux États, Israël et la Palestine, également libres, dignes et démocratiques ».
Ses mandats de maire d’Évry et de président de la communauté d'agglomération Évry Centre Essonne sont marqués par un engagement appuyé en faveur de la cause palestinienne jusqu’en 2010. À l’occasion du jumelage de sa ville avec le camp de Khan Younès en 2002, il reçoit Leïla Shahid, alors déléguée de la Palestine en France. En novembre de la même année, il dénonce « la colonisation qui viole le droit international ». Par ailleurs, les « Six heures pour la Palestine » se tiennent chaque année à Évry. En 2004, il est l’un des premiers signataires d’un texte qui suscite la polémique au sein du PS, et dont il dit lui-même qu’il porte « un regard sévère sur le gouvernement Sharon ». Durant la XIIe législature, il est vice-président du groupe d’études à vocation internationale sur les territoires autonomes palestiniens à l’Assemblée nationale. Il en est membre durant la XIIIe législature,,.
En 2010, il se montre finalement réticent à soutenir des manifestations pro-palestiniennes dans sa ville. En avril 2011, il interdit un débat soutenu par le collectif Palestine-Évry Essonne qui devait se tenir après la projection du documentaire Gaza-strophe, Palestine à Ris-Orangis. Il explique que ledit collectif aurait des thèses « assez radicales » et estime que les conditions (l’assassinat récent d’une famille israélienne à Gaza) ne se prêtent pas à un tel débat. Il supprime également la subvention que la Ville d’Évry versait à Évry Palestine et cherche à jumeler sa commune à une ville israélienne,. Le 24 septembre 2011, interrogé sur I-Télé et Europe 1, il exprime son opposition à la demande de reconnaissance de la Palestine à l’ONU : s’il se dit favorable à la création d’un État palestinien, il juge que les conditions ne sont pas réunies et dénonce, dans les mêmes termes que ceux du Premier ministre israélien Benyamin Netanyahou, un acte « unilatéral »,. Si plusieurs observateurs au PS expliquent ce changement par ses ambitions politiques nationales naissantes — il est candidat à la primaire à gauche pour la présidentielle en 2011 —, l’intéressé dément tout revirement.
En juillet 2014, dans le contexte de l’opération Bordure protectrice, il condamne des débordements autour de certaines synagogues et déclare que la France « ne tolérera jamais que l'on essaie par la violence des mots ou des actes d'importer sur son sol le conflit israélo-palestinien ». Il ajoute que la position adoptée par la France à cette occasion « est équilibrée. Israël a le droit à sa sécurité dans des frontières sûres et reconnues et les Palestiniens ont le droit de vivre dans un État libre et viable. […] La France demande depuis le début un cessez-le-feu immédiat ». Il déclare par ailleurs qu’Europe Écologie Les Verts et l’extrême-gauche, qui participent aux manifestations soutenant la bande de Gaza, « ont un problème avec Israël ».
Par ailleurs, il s’oppose au boycott d'Israël, défendu par les militants pro-palestiniens, qu’il qualifie « d’arme indigne » et « d’aberration ». Il estime plus globalement que « la politique du gouvernement israélien doit être critiquée mais jamais sur sa légitimité et encore moins sur son existence ; aucun État n'est à ce point menacé ». Il estime que l’arrêt de la colonisation israélienne dans les territoires palestiniens est un « impératif ». Lors du dîner du Conseil représentatif des institutions juives de France (CRIF), en mars 2016, il déclare que l’antisionisme est « tout simplement le synonyme de l’antisémitisme et de la haine d’Israël ».
Après l’adoption par l’UNESCO, le 16 avril 2016, d’une résolution, votée par la France, protestant contre des travaux entamés par Israël dans la vieille ville de Jérusalem, Manuel Valls déclare le 11 mai, en séance publique à l’Assemblée, que « ce vote n’aurait pas dû avoir lieu ». Denis Sieffert interprète cette déclaration comme un désaveu de François Hollande qui avait réaffirmé quelques jours plus tôt que « rien dans le vote de la France ne doit être interprété comme une remise en cause de la présence et de l’histoire juives à Jérusalem ».
En 2017, Jean-Luc Mélenchon justifie sa démission d'une mission parlementaire sur la Nouvelle-Calédonie présidée par Manuel Valls en l'accusant notamment de « proximité » avec « les dirigeants de l'extrême droite israélienne ».
Il soutient le plan de paix américain de janvier 2020 pour le conflit israélo-palestinien, qu'il présente comme « une occasion pour l’Europe et la diplomatie de changer de discours » ; il appelle alors à « avancer vers la reconnaissance de Jérusalem comme capitale d’Israël ».

#### Autres
Interrogé en juillet 2011 sur sa participation à une réunion du groupe Bilderberg, il a confirmé avoir été invité à Washington deux ans plus tôt, tout en considérant que ce groupe était encore trop « atlantiste » et devait s’ouvrir au reste du monde. De même, il juge qu’« il faudrait qu’il y ait aussi de grandes organisations de gauche, politiques, sociales », au niveau européen et mondial.
Alors Premier ministre, il affiche sa proximité avec Matteo Renzi, président du Conseil des ministres italien, tandis que certains observateurs soulignent leurs ressemblances et la convergence de leurs politiques,,.
En 2017, il se dit opposé à la levée des sanctions contre la Russie. Il propose de « faire une pause » dans l’élargissement européen, soutenant que « la Turquie ne peut pas, ne pourra pas faire partie de l’UE », tout en plaidant pour le développement de partenariats avec Ankara.
À l'occasion des élections au Parlement de Catalogne de 2017, opposé à l'indépendance de la Catalogne, il soutient la liste de Ciudadanos conduite par Inés Arrimadas.

### Sujets de société

#### Immigration et mixité sociale
Dans Pour en finir avec le vieux socialisme… et être enfin de gauche, il se déclare favorable aux « quotas » d’immigration. Ses déclarations concernant les Roms dans un entretien publié dans Le Figaro le 14 mars 2013 ont suscité les critiques d’une partie de la gauche, notamment de la ministre du Logement, Cécile Duflot ; Manuel Valls avait en effet déclaré que les Roms « ont des modes de vie extrêmement différents des nôtres et qui sont évidemment en confrontation », et que « les Roms ont vocation à revenir en Roumanie ou en Bulgarie ».
En juin 2009, se promenant à Évry et oubliant visiblement qu’il était équipé d’un micro-cravate, il déclare : « Belle image de la ville d’Évry… Tu me mets quelques Blancs, quelques Whites, quelques Blancos… ». Plus tard, il se justifiera de la sorte : « Évidemment avec les stands qu’il y avait là, [j’avais] le sentiment que la ville, tout à coup, ça n’est que cela, (…) ça n’est que cette brocante, alors que j’ai l’idée au fond d’une diversité, d’un mélange, qui ne peut pas être uniquement le ghetto. On peut le dire ça ? (…). Il faut amener une diversité sociale d’abord, parce qu’il est là essentiellement le problème dans une ville comme Evry, qui est une ville qui a évolué, qui est une ville aussi de classe moyenne, mais qui manque d’un centre-ville. Donc, c’est tout le projet de ma ville, d’avoir un véritable centre-ville, qu’on est en train de lancer, et qui permette d’accueillir ces classes moyennes, qu’elles soient issues ou non de l’immigration. On a besoin d’un mélange. Ce qui a tué une partie de la République, c’est évidemment la ghettoïsation, la ségrégation territoriale, sociale, ethnique, qui sont une réalité. Un véritable apartheid s’est construit, que les gens bien-pensants voient de temps en temps leur éclater à la figure, comme ça a été le cas en 2005, à l’occasion des émeutes de banlieues ».
Il reprend le terme d’« apartheid » en janvier 2015, à propos du manque de mixité sociale. Il déclare que le terme est juste « parce que c’est ainsi que le ressentent les habitants des quartiers ». Le terme est relayé par une grande partie de la presse, lors de la proposition de mesures, au demeurant, jugées légères, en faveur de la mixité sociale.
En 2017, Jean-Luc Mélenchon justifie sa démission d'une mission parlementaire sur la Nouvelle-Calédonie présidée par Manuel Valls en rappelant ses propos sur les « white » et les « blancos », et en l'accusant de « proximité avec les thèses ethnicistes de l'extrême droite ».

#### Corrida
Arguant de ses racines catalanes, Manuel Valls a souvent confié son attachement à la tauromachie et à la corrida, y compris au plus fort des polémiques ayant suivi l'inscription de la corrida à l'inventaire du patrimoine culturel immatériel de la France en 2011,.
Le 7 février 2018, lors de l'émission Au tableau !!!, il réaffirme que la corrida fait partie « d'une culture qu'il a toujours défendue ».

#### Laïcité et religions
Lors de l'affaire de Creil en 1989, il fait partie des membres du cabinet de Michel Rocard à protester contre l'avis du Conseil d’État autorisant trois collégiennes musulmanes à porter leur foulard dans l’enceinte de l’établissement.
En 2003, il estime dans une tribune qu’il faut « faire évoluer la loi de séparation des Églises et de l'État (1905) afin de permettre la construction des lieux de culte à travers un financement transparent, et par conséquent public ». Dans La Laïcité en face (2005), il réclame une refonte de la loi de 1905 affirmant que « personne ne veut y toucher, mais elle est contournée en permanence ; chacun cherche un subterfuge pour arriver à ses fins. […] Notre pays ne peut donc échapper à la révision même si ce n’est pas une révision avec un grand R. La loi a d’ailleurs été plusieurs fois modifiée depuis son adoption. La République pourrait s’offrir ainsi un moment symbolique pour donner un souffle nouveau à la laïcité. Il faut une révision publique de l’application de la laïcité qui passe par un débat parlementaire. Voilà un beau moyen de remettre l’idéal laïc au cœur de la société française et d’en faire une valeur partagée ».
En septembre 2012, lors de la cérémonie du Nouvel an juif à la synagogue de la Victoire, il déclare : « Chaque religion a ses rites et ses traditions ; la liberté de croyance, c’est la liberté de porter la kippa, de manger casher, de réaliser la circoncision ». Le grand-rabbin de Paris, Michel Gugenheim, a salué le « sans fautes » du ministre.
Ses relations se sont tendues avec la communauté catholique, en particulier la frange la plus à droite, du fait de son appréciation des manifestations contre le mariage pour tous, des batailles de chiffres sur le nombre de manifestants et de ses retards à condamner les divers incidents survenus dans des églises en tant que ministre de l’Intérieur. Quant à ses relations avec la communauté musulmane, elles sont mauvaises, malgré sa reconnaissance tardive des actes anti-musulmans, pour plusieurs raisons : son soutien inconditionnel à la directrice de la crèche Baby Loup en conflit avec l’une de ses employées voilées ; son soutien à la loi interdisant le voile intégral dans l’espace public ; son opposition à laisser des femmes voilées accompagner des sorties scolaires ; son appréciation générale du voile islamique — « le voile, qui interdit aux femmes d'être ce qu'elles sont, doit rester pour la République un combat essentiel » selon lui — ; son jugement favorable à l’égard des propositions du Haut Conseil à l’intégration, parmi lesquelles l’interdiction du voile islamique à l’université ; et son désintérêt pour les instances représentatives officielles de l’islam.
En mai 2016, il reprend à son compte l’expression d’« islamo-gauchisme » utilisée par son secrétaire d’État Jean-Marie Le Guen. Après l’attentat du 14 juillet 2016 à Nice, il déclare qu’il « faut une remise à plat et inventer une nouvelle relation avec l’islam de France », envisageant d’interdire le financement des mosquées par l’étranger « pour une période à déterminer ». En août, il soutient les maires ayant pris des arrêtés d'interdiction du port du burkini. Selon lui, « le burkini c’est un signe politique de prosélytisme religieux qui enferme la femme ». Après la décision du Conseil d'État invalidant certains arrêtés, Manuel Valls écrit qu'elle « n'épuise pas le débat qui s'est ouvert dans notre société » estimant que « rester silencieux, comme par le passé, c'est un petit renoncement. Une démission de plus […]. Le burkini n'est pas un signe religieux, c'est l'affirmation dans l'espace public d'un islamisme politique ».
Dans le cadre de la polémique sur l'affaire Tariq Ramadan qui met aux prises la rédaction de Charlie Hebdo et le fondateur de Mediapart, Manuel Valls s'en prend violemment à Edwy Plenel (« Je veux qu'ils reculent, je veux qu'ils rendent gorge, je veux qu'ils soient écartés du débat public »),. Pour Plenel, la Une de Charlie « fait partie d’une campagne plus générale que l’actuelle direction de Charlie Hebdo épouse. M. Valls et d’autres, parmi lesquels ceux qui suivent M. Valls, une gauche égarée, une gauche qui ne sait plus où elle est, alliée à une droite voire une extrême droite identitaire, trouvent n’importe quel prétexte, n’importe quelle calomnie, pour en revenir à leur obsession : la guerre aux Musulmans, la diabolisation de tout ce qui concerne l’islam et les Musulmans ». Alors qu'en décembre 2017 Emmanuel Macron s'en prenait à ceux qui prônaient une « radicalisation de la laïcité », Manuel Valls lui répond : « Je ne comprends pas l'idée d'une laïcité radicalisée. Je n'aime pas les adjectifs attachés à la laïcité. C'est une manière de disqualifier les défenseurs de la République et de la laïcité. Le vrai danger dans la société française, c'est l'islam radical, ce n'est pas la laïcité radicalisée. Faire un parallèle entre les deux me paraît une faute ».
Le 26 mars 2018, il appelle à l'interdiction du salafisme.
Le 22 mai 2025, il appelle à « interdire et démanteler l’organisation des Frères musulmans ». 
Le 25 mai 2025, il déclare ne « pas » avoir « de problème sur le fond de la proposition » du secrétaire général de Renaissance, Gabriel Attal, d'interdire d'interdire le port du voile pour les adolescentes de moins de 15 ans dans l'espace public. Selon Manuel Valls, « le voile [...] est l’étendard [...] d’une forme de totalitarisme ». 

#### Lutte contre l'antisémitisme et relations avec la communauté juive
Manuel Valls entretient de bons rapports avec la communauté juive de France et dénonce régulièrement « un antisionisme de façade », prétexte à « un nouvel antisémitisme, souvent virulent, installé au cœur même de nos quartiers », qu’il estime avoir été « un des premiers » à évoquer. Cet engagement s’est notamment traduit dans son bras de fer avec Dieudonné fin 2013-début 2014,.
En 2003, il cosigne une tribune avec Jean-Luc Mélenchon et Vincent Peillon dans laquelle les trois hommes récusent la participation de Tariq Ramadan au Forum social européen après que ce dernier a accusé les intellectuels juifs français d’obéir à des logiques communautaire ou nationaliste pro-israélienne. Ils estiment alors que l’intellectuel suisse « habill[e] d’un prétendu progressisme l’antisémitisme ».
Le 17 juin 2011, il intervient sur la radio Judaïca de Strasbourg et se voit reprocher la position de la gauche dans ses rapports aux Juifs, à la lutte contre l’antisémitisme, à l’islam et à Israël, ce à quoi il répond : « Je ne parle que pour moi : la lutte contre l’antisémitisme, je dis ça pour des raisons politiques, historiques, ma famille est profondément liée à Vladimir Jankélévitch qui a écrit le plus beau livre qu’on puisse écrire sur l’imprescriptible et la Shoah ; par ma femme (Anne Gravoin), je suis lié de manière éternelle à la communauté juive et à Israël, quand même… ».
D’après Jacques Hennen, coauteur avec Gilles Verdez d’une biographie consacrée à Manuel Valls, ce dernier « ne prend parti ni pour un camp, ni pour l'autre » dans le conflit israélo-palestinien. Le journaliste affirme également que rien ne permet d’étayer la thèse soutenue par Emmanuel Ratier, journaliste d’extrême droite, dans une autre biographie de l’intéressé parue en 2014, selon laquelle Manuel Valls aurait changé d’avis sur le sujet à cause de sa deuxième épouse, Anne Gravoin, de confession juive. Emmanuel Ratier précise lui-même n’avoir « aucune preuve de l’influence de sa femme dans son revirement géopolitique ». Cette thèse, reprise par Roland Dumas lors d’un entretien face à Jean-Jacques Bourdin en février 2015, est en vogue au sein de l’extrême droite depuis 2011, et relayée en particulier dans la mouvance constituée par Dieudonné et Alain Soral, ainsi que par l’hebdomadaire Rivarol. Nicolas Lebourg, Valérie Igounet et Jean-Yves Camus, spécialistes de l’extrême droite, y voient un raisonnement typique de la théorie du complot juif, dans la lignée des thèses antisémites d’Édouard Drumont.
Début avril 2012, alors que le ministre de l’Intérieur Claude Guéant interdit à certains prédicateurs islamistes étrangers de se rendre au rassemblement annuel de l’UOIF en raison de leurs propos « appelant à la haine », Manuel Valls est l’un des rares élus, avec le Front national, à s’inquiéter de leur venue en France. Il affirme notamment que, pour Youssef al-Qaradâwî, « connu pour ses fréquents propos antisémites, le jihad est un devoir pour tous les musulmans ». En mai 2012, une fois devenu ministre de l’Intérieur, il indique qu’il refuserait la présence en France de « soi-disant théologiens, qui prônent, que ce soit avec des mots durs ou avec des mots doux, la haine du Juif », et estime qu’il « était temps » pour « les organisations qui les invitent » de « changer d’attitude » et de « respecter les lois de la République ».
En septembre 2012, invité comme ministre de l’Intérieur et des Cultes à la cérémonie du Nouvel an juif à la synagogue de la Victoire, il déclare : « Chaque religion a ses rites et ses traditions ; la liberté de croyance, c’est la liberté de porter la kippa, de manger casher, de réaliser la circoncision. ». Le grand-rabbin de Paris, Michel Gugenheim a salué le « sans fautes » du ministre tandis que le grand-rabbin de France, Gilles Bernheim déclarait : « La confiance débute. Espérons qu’elle soit pérenne ».
Après les attaques de synagogues à Paris durant l’été 2014, il déclare le 18 septembre 2014 à la synagogue de la Victoire que « sans les Juifs, la France ne serait pas la France ». Cette déclaration et celles faites après la prise d’otages du magasin Hyper Cacher de la porte de Vincennes ainsi que celles faites contre le mouvement BDS lui valent une certaine sympathie dans la communauté juive.
En mars 2016, il déclare lors du dîner annuel du CRIF que l’antisionisme est « tout simplement le synonyme de l’antisémitisme et de la haine d’Israël ». Ses propos sont soutenus par Roger Cukierman, président du CRIF, pour qui « l'antisionisme est le nouvel habit de l’antisémitisme ». Pour le journaliste Maurice Szafran, le Premier ministre, tout en étant conscient que « de nombreux (et importants) intellectuels (juifs) de gauche ont défendu dès le premier jour de l'indépendance de l'État d'Israël des thèses et des positions dites « antisionistes » », dénonce un « antisionisme « antisémite » » qui touche « les milieux populaires », ce que se refuserait à faire « une partie de la gauche » par électoralisme. L’historien Jean-Christophe Attias estime que la déclaration de Manuel Valls est « beaucoup trop simpliste » : s’il reconnaît que « le discours antisioniste sert à masquer (de plus en plus mal) une forme d’antisémitisme », il déplore que « certains cherchent à criminaliser toute critique d’Israël en la taxant d’antisionisme, et au-delà d’antisémitisme ». Laurent Joffrin, directeur de la rédaction de Libération, met en cause une « erreur » de la part de Manuel Valls à travers « l’identification de deux notions connexes mais distinctes ».
Fin mai 2017, interrogé par Christine Angot dans Libération, il réaffirme « qu’un nouvel antisémitisme était né dans nos quartiers (…) Il y en a un, c’est le moteur idéologique du terrorisme. »

#### Gestation pour autrui
Le 3 octobre 2014, Manuel Valls se dit opposé à la gestation pour autrui (GPA) dans le journal La Croix, alors qu’il déclarait en 2011 au magazine Têtu : « La GPA, si elle est maîtrisée, est acceptable ».

#### Cannabis
Le 12 octobre 2009, Manuel Valls se déclare « en désaccord total » avec la proposition de dépénalisation ou de légalisation encadrée du cannabis faite par Daniel Vaillant.

#### Symboles nationaux
Le 23 janvier 2003, il vote en faveur de l’amendement instituant le délit d’« outrage au drapeau tricolore et à l’hymne national ». Il s’en explique ainsi : « L’intention est bonne. L’objet difficilement contestable. Il s’agissait de faire passer un message fort, et aussi de montrer qu’au PS on ne laisse pas ce terrain-là à la droite… ».

#### Statistiques ethniques
Manuel Valls a plusieurs fois défendu la légalisation des statistiques ethniques. En décembre 2009, en tant que député d’opposition, il soutient cette idée à l’issue d’un colloque sur la diversité et annonce qu’il présentera « un projet de loi en ce sens à l'Assemblée nationale », promesse qu’il ne met pas à exécution. En décembre 2012, il se déclare de nouveau ouvert aux statistiques ethniques en tant que ministre de l’Intérieur, ajoutant qu’elles devraient être mises en place « selon des règles » fixées par le Conseil constitutionnel. En mars 2015, en tant que Premier ministre, il exprime le souhait « d'avoir davantage d'outils qui nous permettent de mieux lutter contre les discriminations », en l’occurrence contre celles faites aux femmes, en précisant que la lutte contre celles-ci a progressé grâce à « des statistiques précises sur la question des sexes ».

### Institutions

#### Cumul des mandats
En 2013, il dépose un amendement gouvernemental visant à supprimer celui adopté par les députés en commission des lois et qui prévoyait que les députés et sénateurs ne puissent exercer plus de trois mandats successifs. En 2016, il se dit favorable « au non-cumul dans le temps ».

#### Monarchie espagnole
Après qu'Ada Colau, maire de Barcelone, a soutenu en octobre 2018 une tentative d'abolition de la monarchie espagnole, Manuel Valls déclare dans un tweet : « Tourner le dos à Felipe VI et demander l'abolition de la monarchie montre qu'Ada Colau n'est pas une personne de confiance, c'est la démonstration de la connivence entre la maire actuelle et les groupes radicaux et indépendants ». En 2019, il participe à une manifestation organisée par le Parti populaire et Ciudadanos en faveur de l'unité du royaume d'Espagne.

### Énergie
En 2011, dans son ouvrage L'Énergie du changement, l'abécédaire optimiste (Le Cherche-Midi) qui détaille ses propositions pour la primaire socialiste, Manuel Valls se dit favorable à un « débat national » sur le nucléaire, précisant qu'il devrait « être tranché démocratiquement par référendum » au début du quinquennat. Il précise que « dans ce processus », il compte « défendr[e], sans rien cacher des efforts importants que cela induira, une sortie progressive et maîtrisée du nucléaire, car c'est, à terme, l'assurance de ne plus connaître de nouvelle catastrophe, une réelle souveraineté énergétique et, aussi, de nouvelles perspectives de croissance et d'emplois ». Il propose alors comme objectif « ambitieux et réaliste » de « réduire la part du nucléaire dans la production électrique à 50 % [contre 75 % alors] en 2022 », de fermer les réacteurs « les plus anciens », de « stopper tous les nouveaux projets » et de « réorienter massivement l'effort de recherche et de développement dans l'énergie en le focalisant sur le renouvelable ». Il change d'orientation une fois au gouvernement : en août 2012, il confirme les propos d'Arnaud Montebourg selon lesquels « le nucléaire est une filière d'avenir » et appelle à « renouveler nos centrales nucléaires ». Dans son programme pour la primaire citoyenne de 2017, il propose de « consolider un secteur nucléaire sécurisé » en fermant ou en prolongeant la vie des centrales « selon un calcul économique clair ».

## Vie privée
En 1986, Manuel Valls fait la connaissance de Nathalie Soulié, institutrice avec qui il se marie l’année suivante. Quatre enfants naissent de cette union.
Divorcé depuis, il se remarie en 2010 avec la violoniste Anne Gravoin,, son témoin étant Ibrahima Diawadoh N'Jim. Anne Gravoin est entrée en 2012 dans l’équipe des musiciens de l’émission Chabada présentée par Daniela Lumbroso, dont le mari, Éric Ghebali est un proche de Manuel Valls.
Le 18 avril 2018, il annonce sa séparation d'avec Anne Gravoin. Peu après, il annonce avoir pour compagne Olivia Grégoire, députée LREM. Durant l'été 2018, il rencontre l'Espagnole Susana Gallardo Torrededia, riche héritière de l'industrie pharmaceutique, avec laquelle il est désormais en couple,. Après avoir officialisé leur relation en octobre 2018, Manuel Valls l’épouse le 14 septembre 2019,.
Il se dit agnostique.

## Communication
Dès son mandat de maire d’Évry — en 2006, la chambre régionale des comptes souligne la hausse de 852 % des dépenses en publicité de la commune —, Manuel Valls accorde une grande importance à la communication politique.
Il cherche par exemple à se montrer très présent dans les médias et à devancer les agendas annoncés. Denis Pingaud estime que Manuel Valls est incontestablement « un bon professionnel de la communication », en ceci qu’il sait parfaitement « organiser, verrouiller et simplifier » celle-ci. Mais il ajoute que « sa façon de communiquer reste assez peu innovante : elle consiste à s’adresser aux Français de façon classique, en allant au 20 heures ou en faisant la une de Paris Match ». Pour Stéphane Rozès, trois mots résument sa méthode : « bonapartisme, volontarisme et présentisme ». « Le bonapartisme, c’est le choix de Manuel Valls de se placer au-dessus du champ de forces politiques, dans un rapport direct aux Français. Le volontarisme, c’est cette centralité qu’il accorde au verbe : pour lui, la communication se confond avec l’action politique, elle n’est pas un élément à part. Quant au présentisme, c’est la volonté qui est la sienne de faire l’actualité du jour et d’imposer son rythme aux médias, ce qui n’est pas sans rappeler Nicolas Sarkozy ».
Ce rapprochement entre sa méthode de communication et celle du 23e président de la République est courant chez les observateurs de la vie politique, qui relèvent la recherche commune d’une forte visibilité médiatique chez les deux hommes et leur attribution par les sondages d’opinion des mêmes traits de caractère (énergie, dynamisme, volontarisme, autorité). Commentant la présence de Manuel Valls en compagnie de son épouse à la une de Paris Match après sa nomination à Matignon, Brice Teinturier, directeur général délégué d’Ipsos, affirme : « Ils ont tous les deux intégré l'idée que le public demande de la transparence et qu'il est difficile de séparer, comme par le passé, la vie privée de la vie publique ». Le discours de politique générale de Manuel Valls du 8 avril 2014 a notamment présenté plusieurs similitudes avec le discours d’investiture de Nicolas Sarkozy par l’UMP pour l’élection présidentielle de 2007.
Selon Envoyé spécial, Manuel Valls a régulièrement commandité des sondages pendant son passage à Matignon pour évaluer ses perspectives politiques et surtout connaître l’image renvoyée par sa personne. Le prix total de ces sondages est inconnu mais la pratique évoque Nicolas Sarkozy, qui avait commandé pour 7,5 millions d'euros de sondages sous sa présidence.

## Détail des mandats et fonctions

### Au gouvernement
- 16/05/2012 - 31/03/2014 : ministre de l’Intérieur.
- 31/03/2014 - 06/12/2016 : Premier ministre.
- Depuis le 23/12/2024 : ministre d'État, ministre des Outre-mer.

### À l’Assemblée nationale
- 18/06/2002 - 21/07/2012 : député, élu dans la 1re circonscription de l'Essonne.
- 07/01/2017 - 03/10/2018 : député, élu dans la 1re circonscription de l’Essonne[316].

### Au niveau local
- 17/03/1986 - 22/03/1992 : conseiller régional d’Île-de-France.
- 11/03/1989 - 18/06/1995 : 12e adjoint au maire d’Argenteuil.
- 18/06/1995 - 31/12/1998 : 2e adjoint au maire d’Argenteuil.
- 23/03/1992 - 15/03/1998 : conseiller régional d’Île-de-France.
- 24/03/1998 - 27/06/2002 : 1er vice-président du conseil régional d'Île-de-France.
- 20/06/2002 - 18/11/2002 : conseiller régional d’Île-de-France.
- 25/03/2001 - 24/05/2012 : maire d’Évry.
- 07/04/2008 - 09/07/2012 : président de la communauté d'agglomération Évry Centre Essonne.
- 24/05/2012 - 03/10/2018 : conseiller municipal d’Évry.
- 09/07/2012 - 03/10/2018 : conseiller communautaire de Grand Paris Sud.
- 15/06/2019 - 30/08/2021 : conseiller municipal de Barcelone.

### Au Parti socialiste
- 1993-1994 et 1995-1997 : secrétaire national chargé de la communication.
- 1993-2012 : membre du bureau national et du conseil national.
- 2003-2004 : secrétaire national chargé de la coordination et de l’organisation.

## Synthèse des résultats électoraux

### Élections législatives
| Année | Parti            | Parti | Circonscription                        | 1er tour | 1er tour | 1er tour | 2d tour | 2d tour | 2d tour | Issue |
| Année | Parti            | Parti | Circonscription                        | Voix     | %        | Rang     | Voix    | %       | Rang    | Issue |
| ----- | ---------------- | ----- | -------------------------------------- | -------- | -------- | -------- | ------- | ------- | ------- | ----- |
| 1997  |                  | PS    | 5e du Val d'Oise                       | 6 484    | 17,32    | 4e       |         |         |         | Battu |
| 2002  | 1re de l'Essonne | PS    | 13 192                                 | 36,34    | 1er      | 18 177   | 52,97   | 1er     | Élu     |       |
| 2007  | 1re de l'Essonne | PS    | 15 337                                 | 41,30    | 1er      | 21 523   | 60,12   | 1er     | Élu     |       |
| 2012  | 1re de l'Essonne | PS    | 16 559                                 | 48,60    | 1er      | 20 554   | 65,58   | 1er     | Élu     |       |
| 2017  | 1re de l'Essonne |       | DVG                                    | 7 033    | 25,45    | 1er      | 11 757  | 50,30   | 1er     | Élu   |
| 2022  |                  | LREM  | 5e des Français établis hors de France | 4 024    | 16,17    | 3e       |         |         |         | Battu |

### Élections municipales
Les résultats ci-dessous concernent uniquement les élections où il est tête de liste.
| Année | Liste | Liste       | Commune   | 1er tour | 1er tour | 1er tour | Sièges obtenus |
| Année | Liste | Liste       | Commune   | Voix     | %        | Rang     | Sièges obtenus |
| ----- | ----- | ----------- | --------- | -------- | -------- | -------- | -------------- |
| 2019  |       | BCNCanvi-Cs | Barcelone | 99 452   | 13,18    | 4e       | 6 / 41         |

## Distinctions

### Décorations

#### Décorations françaises
En tant que Premier ministre ayant exercé ses fonctions pendant plus de six mois, Manuel Valls est ex officio élevé en 2014 à la dignité de grand-croix dans l'ordre national du Mérite,.
De même, en 2016, en tant qu'ancien Premier ministre ayant exercé ses fonctions pendant deux années au moins, Manuel Valls est élevé ex officio à la dignité de grand officier dans l'ordre national de la Légion d'honneur.

#### Décorations étrangères
- Commandeur de l'ordre du Ouissam alaouite (2011)[323].
- Commandeur de l'ordre du Mérite ivoirien (2013)[324].
- Chevalier de l'ordre national du Lion du Sénégal (2013)[325].
- Grand-croix de l'ordre du Mérite civil (Espagne) (2013)[326].
- Chevalier de l'ordre de Saint-Michel et Saint-Georges au Royaume-Uni (2014)[327].
- Grand-croix de l'ordre d'Isabelle la Catholique (2015)[328].
- Commandeur de l'ordre national du Mali (2016)[329].
- Grand-croix de l'ordre du Mérite (Sénégal) (2016)[330].

### Prix
En décembre 2017, à New York, Manuel Valls reçoit le prix Shofar Voice of Conscience, décerné par l'organisation Elnet (European Leadership Network), dont la section française, présidée par Arie Bensemhoun, œuvre au renforcement des relations bilatérales entre la France et Israël. Le motif de cet honneur est la lutte de Manuel Valls contre le terrorisme et l'antisémitisme.

## Dans la fiction
Dans le téléfilm La Dernière Campagne, sorti en 2013, son rôle est interprété par Pierre Samuel.
Dans le roman Soumission de Michel Houellebecq, paru en janvier 2015, il reste le Premier ministre de François Hollande jusqu'en 2022 et perd dès le premier tour de l'élection présidentielle. Il s'allie alors à Mohammed Ben Abbes de la Fraternité musulmane, contre Marine Le Pen.

## Participations
- Membre du jury au Festival du documentaire sur la Justice 2025[332].

## Publications
- La Laïcité en face, entretiens avec Virginie Malabard, éditions Desclée de Brouwer, 2005,  (ISBN 978-2-220-05645-6)
- Les Habits neufs de la gauche, éditions Robert Laffont, 2006
- Pour en finir avec le vieux socialisme… et être enfin de gauche, entretien avec Claude Askolovitch, Robert Laffont, 2008
- La Gauche et le Pouvoir – juin 1906 : le débat Jaurès / Clemenceau, avec Gilles Candar, Essais de la Fondation Jean-Jaurès, 2010
- Pouvoir, éditions Stock, 2010. Livre-programme pour l'élection présidentielle de 2012[333].
- Sécurité : la gauche peut tout changer, éditions du Moment, 2011
- L’énergie du changement - Abécédaire optimiste, éditions Eyrolles, 2011, détaille sous forme d’abécédaire son programme de campagne de la primaire citoyenne
- La Laïcité en France, éditions Desclée de Brouwer, 2013
- L'Exigence, Paris, Éditions Grasset, coll. « Documents français », 2016, 96 p. (ISBN 978-2-246-86130-0)
- (es) Barcelona, vuelvo a casa, Espasa, 2018[334]
- Pas une goutte de sang français, Grasset, 2021
- Zemmour, l'antirépublicain, L'Observatoire, 2022. Le bandeau porte Face aux dangers de la « contre-histoire », un autre récit est possible. Brûlot contre Éric Zemmour, polémiste et candidat à l'élection présidentielle, avec une critique contre le renoncement de la classe politique[335].
- Le courage guidait leurs pas : 12 destins face à l'histoire, Tallandier, 2023. Portraits de personnalités qui l'inspirèrent : Charb, Sébastien Castellion, Georges Clemenceau, Louise Michel, Nadejda et Ossip Mandelstam, André Malraux, Charles de Gaulle, Winston Churchill, Albert Camus, les 343 femmes pour le droit à l'avortement, Willy Brandt, Jean-Marie Tjibaou et Jean Moulin.